# 圣芒日
圣芒日（法語：Saint-Menge，法語發音：[sɛ̃ mɑ̃ʒ] ⓘ）是法国大東部大區孚日省的一个市镇，属于讷沙托区。

## 地理
圣芒日（48°17'20"N, 5°57'15"E）面积6.67 平方千米，位于法国大東部大區孚日省，该省份为法国东北部内陆省份，北起默兹省和默尔特-摩泽尔省，西接上马恩省，南至上索恩省和贝尔福地区省，东临上莱茵省和下莱茵省。
与圣芒日接壤的市镇（或旧市镇、城区）包括：韦尔河畔贝尔蒙、韦尔河畔栋布罗、热姆兰库尔、弗赖讷河畔日龙库尔、克桑图瓦地区梅尼。

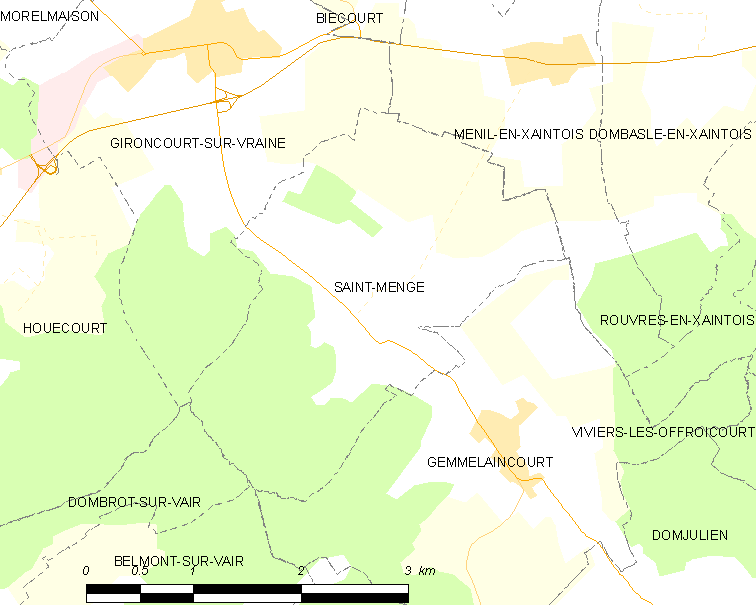
圣芒日的OSM定位图

圣芒日的时区为UTC+01:00、UTC+02:00（夏令时）。

## 行政
圣芒日的邮政编码为88170，INSEE市镇编码为88427。

## 政治
圣芒日所属的省级选区为米尔库尔县。

## 人口

1962-2008年间圣芒日人口变化图示

圣芒日于2022年1月1日时的人口数量为117人。